# Арсеньєв (аеродром)
Аеродром Арсеньєв (офіційне найменування Арсеньєв «Приморський») — заводський аеродром ААК «Прогрес», розташований у місті Арсеньєві Приморського краю. Аеродром також використовується авіаційно-спортивним клубом ДТСААФ Росії «Арсеньєвський». З 1959 до 1993 року на базі аеродрому функціонував аеропорт місцевих повітряних ліній; наразі пасажирські рейси не виконуються.

## Опис
Характеристики аеродрому :
- одна злітно-посадкова смуга № 12/30 завдовжки 1300, завширшки 28 м
- перон 60×230 м
- 5 вертолітних майданчиків
- налагоджувально-випробувальний майданчик
- покриття: бетон
- світлосигнальне обладнання для цілодобової роботи
- аеродромний радіолокаційний комплекс ЛІРА-А10, приводні маяки БПРМ та ДПРМ (РМП-200), радіопеленгатор АРП-95

Аеродром використовується для випробувань і відправлення авіаційної продукції, що випускається заводом, а також для польотів спортивної авіації. На аеродромі базується літак Ан-2 авіаційно-спортивного клубу «Арсеньєвський», що входить до системи ДТСААФ Росії, та пошуково-рятувальний вертоліт Мі-8.
Інфраструктура обслуговування пасажирських рейсів відсутня.

## Історія
Ґрунтовий аеродром було споруджено в 1939 році для авіаремонтного заводу № 116, що будується (нині ААК «Прогрес»).
В 1959 на базі аеродрому був організований аеропорт Арсеньєв, звідки виконувались регулярні пасажирські рейси до Владивостока та інші пункти Приморського краю. В аеропорту був одноповерховий дерев'яний аеровокзал. У другій половині 1980-х рр. аеропорт щодня приймав і відправляв до п'яти рейсів до Владивостока (літак Ан-2) і два рейси до Хабаровська (літак Л-410).
У 1989 році виконувались рейси Владивосток — Арсеньєв і Арсеньєв — Хабаровськ літаком Як-40, для яких фактично використовувався військовий аеродром Варфоломіївка з бетонною ЗПС, що знаходиться у 24 км від Арсеньєва. Літак вирушав вранці з Владивостока, робив посадку у Варфоломіївці, потім слідував до Хабаровська і того ж дня повертався зворотним маршрутом. Пасажири проходили реєстрацію і передпольотний огляд в аеровокзалі аеропорту Арсеньєв, після чого їх доправляли автобусом безпосередньо на льотне поле у Варфоломіївку до трапа літака. На зворотному шляху цей же автобус доставляв до міста пасажирів, що прибули. Аеродром Арсеньєв із ґрунтовою ЗПС продовжував використовуватися для рейсів, що виконуються літаками Ан-2. Таким чином, у цей період аеропорт Арсеньєв функціонував у незвичайній конфігурації «один термінал — два аеродроми», причому в розкладі аеропорту пунктом призначення рейсу, який виконувався на Як-40, був вказаний Арсеньєв, а в розкладі аеропорту Хабаровськ — Варфоломіївка.
В 1993 аеропорт був закритий як нерентабельний. Будівлю аеровокзалу було пізніше знесено, хоча зупинка міських автобусів зберегла назву «Аеропорт». Аеродром продовжує експлуатуватися заводом та аероклубом.
У лютому 1993 року на спеціально підготовлену ЗПС аеродрому Арсеньєв перший і єдиний раз здійснив посадку і зліт літак Ан-22, який доставив великогабаритний вантаж для заводу.
У травні 2016 року розпочалася реконструкція аеродрому з будівництвом бетонної ЗПС замість ґрунтової. Також було розширено вертолітні майданчики, побудовано перон для стоянки повітряних суден, встановлено радіолокаційне та світлосигнальне обладнання. Реконструйований аеродромний комплекс відкрився 14 лютого 2018.